# Любовь взаперти
«Любовь взаперти» — картина маслом Анны Ли Мерритт, впервые выставленная в Королевской академии в 1890 году и ставшая первой картиной женщины-художницы, приобретенной для британской национальной коллекции по завещанию сэр Фрэнсиса Легата Чантри.
В 1885 году Мерритт написала свою первую картину с обнаженной моделью под названием «Ева». Несмотря на то, что картина была удостоена медали Королевской Академии, она была принята критикой неблагосклонно. Тем не менее, картина «Любовь взаперти», посвященная покойному мужу художницы, была хорошо принята на выставках, хотя на ней также изображалось обнаженное тело - на этот раз мужское, что тем более было сомнительным для женщины-художницы в то время. Мерритт избежала осуждения, выбрав в качестве купидона подростка, а не взрослого человека, как на картине «Ева».
Картина была приобретена лондонским фондом Чантри за 250 фунтов стерлингов (приблизительно 33.000 долларов США на современные деньги). Американская писательница Клара Эрскин Климент отметила, что «такой чести удостаивались немногие женщины, и из них, я думаю, миссис Мерритт была первой».

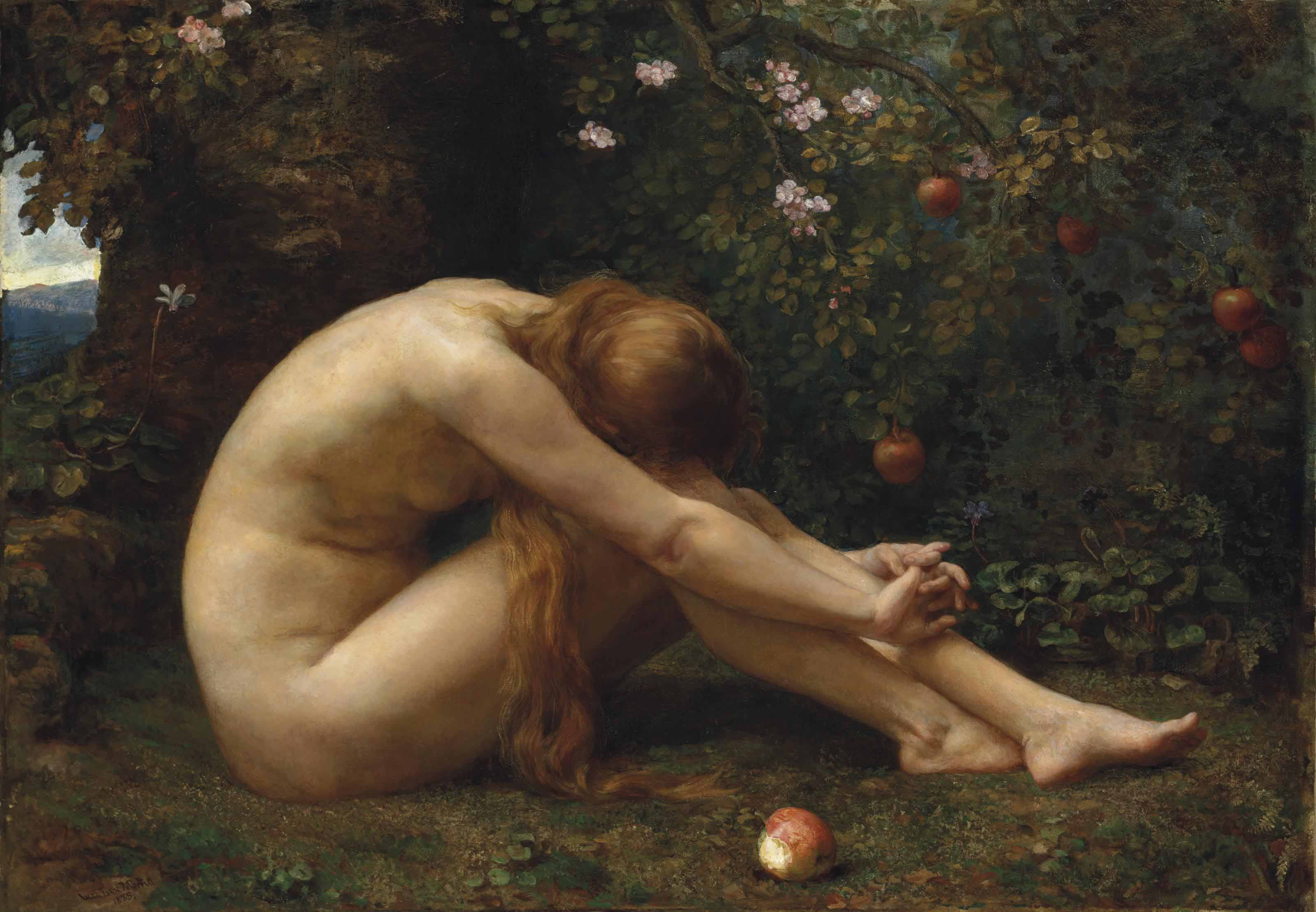
Ева, 1885

Как заметная работа американской художницы, картина была включена в каталог 1905 года под названием «Женщины-художницы мира». Название картины также было использовано в качестве названия мемуаров Анны Ли Мерритт, опубликованных Галиной Горохофф в 1982 году.